# Périgny-la-Rose
Périgny-la-Rose település Franciaországban, Aube megyében. Lakosainak száma 160 fő (2022. január 1.). Périgny-la-Rose Crancey, Pont-sur-Seine, La Villeneuve-au-Châtelot, Esclavolles-Lurey, Montgenost és Potangis községekkel határos.

## Népesség
A település népessége az elmúlt években az alábbi módon változott:
| Lakosok száma | 100  | 93   | 107  | 102  | 127  | 133  | 140  | 148  | 150  | 160  |
|               | 1968 | 1982 | 1990 | 2006 | 2013 | 2015 | 2017 | 2019 | 2020 | 2022 |